# Kanton Yenne
Kanton Yenne is een voormalig kanton van het Franse departement Savoie in de toenmalige regio Rhône-Alpes. Het kanton maakte deel uit van het arrondissement Chambéry totdat het op 22 maart 2015 werd opgeheven en de gemeenten werden opgenomen in het op die dag gevormde kanton Bugey savoyard.

## Gemeenten
Het kanton omvatte de volgende gemeenten:
- La Balme
- Billième
- La Chapelle-Saint-Martin
- Jongieux
- Loisieux
- Lucey
- Meyrieux-Trouet
- Ontex
- Saint-Jean-de-Chevelu
- Saint-Paul-sur-Yenne
- Saint-Pierre-d'Alvey
- Traize
- Verthemex
- Yenne (hoofdplaats)